# カナリアス地区
カナリアス地区（英語: Canaries District）は、セントルシアの地区のひとつ。

## 隣接行政区画
- アンス・ラ・レイ地区
- スフレ地区